# Pagurapseudopsis gracilipes
Pagurapseudopsis gracilipes is een naaldkreeftjessoort uit de familie van de Pagurapseudopsididae. De wetenschappelijke naam van de soort is voor het eerst geldig gepubliceerd in 1963 door Sueo M. Shiino.